# 新興運動
新興運動(英語：Emerging Sports)，又稱「另類運動」(英語：Alternative Sports)，是指發展歷史相對主流傳統體育運動較短，只普及於某些國家或地區，未被国际奥林匹克委员会認可，俱備標準賽規、教練、裁判、技術規範及器材標準等的體育運動統稱。部分新興運動是由主流傳統體育運動中演變出來，可能在某些國家或地區已經發展了幾十年或以上。

## 例子
新興運動
- 花式跳繩
- 花式單車
- 花式足球[2]——足球展變而成
- 足球 (韩国)——融合排球和足球
- 足排球——融合排球和足球
- 台克球——融合足球和乒乓球
- 泡泡足球——足球展變而成
- 沙灘網球——融合排球和網球
- 匹克球——融合網球、羽毛球、乒乓球，列入2024巴黎奧運示範項目
- 籠式網球——融合網球、壁球、乒乓球
- 壁網球
- 三葉球——融合板羽球和匹克球
- 地壺球
- 棍網球
- 健球
- 巧固球
- 競技疊杯
- 木棋
- 旋風球
- 躲避球
- 飛盤
- 躲避飛盤——融合躲避球和飛盤
- 柔力球（英语：Roliball）
- 卡巴迪——橄欖球、老鷹捉小雞展變而成
- 法式滾球——滾球展變而成
- 短柄牆球——融合網球和壁球
- 電競單車——融合電競和單車
- VX球——融合複式躲避球、袋棍球、巴斯克回力球及曲棍球
- 五人制棒球——棒球展變而成
- 空中瑜珈——瑜伽展變而成
- 活木球
- 圈網球
- 足網球 Futnet
- 地板沙壺
- 國皇棋
- 布袋球
- 運動攀登
- 蹦床体操

新興健身訓練方式
- TRX懸吊式阻抗訓練
- 戰繩

新興極限運動
- 街頭健身——健身展變而成
- 跑酷

新興水上運動
- 槳板——融合冲浪和手划桨板（英语：Paddleboarding）

## 各地發展

### 中國
2024年，「中国体博会运动嘉年华」、「中国体育文化博览会」、「中国体育旅游博览会」分別舉行並展覽从传统的体育项目到新兴的运动方式，从体育文化到体育旅游的融合发展，推动新兴体育。

### 香港
《2023年度香港行政長官施政報告》提出體育發展政策，其中提出運動普及化，鼓勵和協助民間組織舉辦不同的體育活動和賽事。康樂及文化事務署在2023-24年度的「新興體育活動資助先導計劃」向21間體育機構提供資助。自2025-26年度起把先導計劃恆常化，並定名為「新興體育活動資助計劃」。這些新興運動包括巧固球、匹克球、競技疊杯和木棋等二十多項。

### 台灣
2024年，台灣行政院為了打造全民運動及對體育人才培育的目標，籌備成立體育暨運動發展部，邀集各項運動選手、教育部體育署一同出席會議，目標是打造新興與社區運動。